# Campeonato Mundial de Piragüismo en Aguas Tranquilas de 2011
El XXXIX Campeonato Mundial de Piragüismo en Aguas Tranquilas se celebró en Szeged (Hungría) entre el 17 y el 21 de agosto de 2011 bajo la organización de la Federación Internacional de Piragüismo (ICF) y la Federación Húngara de Piragüismo.
Las competiciones se realizaron en el canal de piragüismo Maty-ér, ubicado al sudoeste de la ciudad húngara.

## Medallistas

### Masculino
| Evento               | Oro | Plata                                                                                       | Bronce                                                                                  |
| -------------------- | --- | ------------------------------------------------------------------------------------------- | --------------------------------------------------------------------------------------- |
| K1 200 m (21.08)     | Piotr Siemionowski · Polonia · 34,770 s                                                                   | Edward McKeever Reino Unido 34,986 s                                                        | Ronald Rauhe · Alemania · 34,118 s                                                      |
| K2 200 m (21.08)     | Arnaud Hybois Sébastien Jouve Francia 31,940                                                              | Jonathan Schofield Liam Heath Reino Unido 32,156                                            | Raman Piatrushenka · Vadzim Majneu · Bielorrusia · 32,390                               |
| K1 500 m (20.08)     | Marek Twardowski · Polonia · 1:36,688                                                                     | Pavel Miadzvedzeu · Bielorrusia · 1:37,174                                                  | Yuri Postrigai · Rusia · 1:38,404                                                       |
| K2 500 m (20.08)     | Dávid Tóth · Tamás Kulifai · Hungría · 1:28,134                                                           | Ričardas Nekriošius · Andrejus Olijnikas · Lituania · 1:28,524                              | Denis Ambroziak · Dawid Putto · Polonia · 1:28,848                                      |
| K1 1000 m (19.08)    | Adam van Koeverden · Canadá · 3:36,194                                                                    | Anders Gustafsson · Suecia · 3:39,488                                                       | Eirik Verås Larsen · Noruega · 3:39,818                                                 |
| K2 1000 m (19.08)    | Peter Gelle · Erik Vlček · Eslovaquia · 3:20,626                                                          | Markus Oscarsson · Henrik Nilsson · Suecia · 3:21,478                                       | Vitali Yurchenko · Vasili Pogreban · Rusia · 3:21,544                                   |
| K4 1000 m (20.08)    | Norman Bröckl · Robert Gleinert · Max Hoff · Paul Mittelstedt · Alemania · 2:47,734                       | Jacob Clear Murray Stewart David Smith Tate Smith Australia 2:48,724                        | Ilia Medvedev · Anton Vasiliev · Anton Riajov · Oleg Zhestkov · Rusia · 2:49,516        |
| K1 5000 m (21.08)    | Max Hoff · Alemania · 19:51,200                                                                           | Aleh Yurenia · Bielorrusia · 20:07,952                                                      | Maximilian Benassi · Italia · 20:11,936                                                 |
| K1 4 × 200 m (21.08) | Saúl Craviotto Rivero · Ekaitz Saies · Carlos Pérez Rial · Pablo Andrés Iglesias · España · 2:24,891      | Viktor Zavolski · Alexandr Diachenko · Mijail Tamonov · Yevgueni Salajov · Rusia · 2:25,701 | Casper Nielsen Jimmy Bøjesen Kasper Bleibach Lasse Nielsen Dinamarca 2:25,821           |
| C1 200 m (21.08)     | Valentin Demianenko Azerbaiyán 39,339                                                                     | Ivan Shtyl · Rusia · 39,573                                                                 | Alfonso Benavides · España · 39,687                                                     |
| C2 200 m (21.08)     | Raimundas Labuckas · Tomas Gadeikis · Lituania · 37,101                                                   | Viktor Melantiev · Nikolai Lipkin · Rusia · 37,413                                          | Dzmitri Rabchanka · Aliaxandr Vauchetski · Bielorrusia · 37,599                         |
| C1 500 m (20.08)     | Vladimir Fedosenko · Rusia · 1:46,647                                                                     | Dzianis Harazha · Bielorrusia · 1:46,827                                                    | Olexandr Maxymchuk · Ucrania · 1:47,679                                                 |
| C2 500 m (19.08)     | Alexandru Dumitrescu · Victor Mihalachi · Rumania · 1:45,524                                              | Sergey Bezuqlıy Maksim Prokopenko Azerbaiyán 1:46,178                                       | Peter Kretschmer · Kurt Kuschela · Alemania · 1:46,802                                  |
| C1 1000 m (19.08)    | Attila Vajda · Hungría · 4:04,749                                                                         | David Cal Figueroa · España · 4:06,045                                                      | Vadim Menkov Uzbekistán 4:08,151                                                        |
| C2 1000 m (20.08)    | Stefan Holtz · Tomasz Wylenzek · Alemania · 3:42,643                                                      | Sergey Bezuqlıy Maksim Prokopenko Azerbaiyán 3:43,525                                       | Alexandru Dumitrescu · Victor Mihalachi · Rumania · 3:43,837                            |
| C4 1000 m (19.08)    | Dzmitri Rabchanka · Dzmitri Vaitsishkin · Dzianis Harazha · Aliaxandr Vauchetski · Bielorrusia · 3:26,703 | Gabriel Gheoca · Cătălin Costache · Florin Comănici · Mihail Simion · Rumania · 3:28,070    | Mátyás Sáfrán · Mihály Sáfrán · Henrik Vasbányai · Szabolcs Németh · Hungría · 3:28,113 |
| C1 5000 m (21.08)    | Myjailo Koshman · Ucrania · 23:23,823                                                                     | Lukáš Koranda · República Checa · 23:24,987                                                 | José Luis Bouza · España · 23:55,173                                                    |
| C1 4 × 200 m (21.08) | Ivan Shtyl · Yevgueni Ignatov · Alexei Korovashkov · Viktor Melantiev · Rusia · 2:46,955                  | Sergey Bezuqlıy Maksim Prokopenko Valentin Demianenko Andri Kraitor Azerbaiyán 2:48,341     | Stefan Holtz · Björn Wäschke · Stefan Kiraj · Sebastian Brendel · Alemania · 2:48,473   |

### Femenino
| Evento               | Oro                                                                                      | Plata                                                                                              | Bronce                                                                                           |
| -------------------- | ---------------------------------------------------------------------------------------- | -------------------------------------------------------------------------------------------------- | ------------------------------------------------------------------------------------------------ |
| K1 200 m (21.08)     | Lisa Carrington Nueva Zelanda 39,998 s                                                   | Marta Walczykiewicz · Polonia · 40,472 s                                                           | Inna Osypenko-Radomska · Ucrania · 40,670 s                                                      |
| K2 200 m (21.08)     | Katalin Kovács · Danuta Kozák · Hungría · 37,667                                         | Karolina Naja · Magdalena Krukowska · Polonia · 38,165                                             | Joanne Brigden-Jones Hannah Davis Australia 38,369                                               |
| K1 500 m (20.08)     | Nicole Reinhardt · Alemania · 1:47,066                                                   | Danuta Kozák · Hungría · 1:47,396                                                                  | Inna Osypenko-Radomska · Ucrania · 1:48,668                                                      |
| K2 500 m (20.08)     | Yvonne Schuring · Viktoria Schwarz · Austria · 1:37,071                                  | Franziska Weber · Tina Dietze · Alemania · 1:37,275                                                | Beata Mikołajczyk · Aneta Konieczna · Polonia · 1:37,803                                         |
| K4 500 m (19.08)     | Gabriella Szabó · Danuta Kozák · Katalin Kovács · Dalma Benedek · Hungría · 1:36,339     | Carolin Leonhardt · Silke Hörmann · Franziska Weber · Tina Dietze · Alemania · 1:37,521            | Iryna Pamialova · Nadzeya Papok · Volha Judzenka · Maryna Pautaran · Bielorrusia · 1:37,887      |
| K1 1000 m (19.08)    | Tamara Csipes · Hungría · 4:11,388                                                       | Krisztina Zur Estados Unidos 4:13,470                                                              | Naomi Flood Australia 4:14,124                                                                   |
| K2 1000 m (19.08)    | Anne Knorr · Debora Niche · Alemania · 3:50,614                                          | Berenike Faldum Daniela Nedeva Bulgaria 3:50,950                                                   | Alíz Sarudi · Erika Medveczky · Hungría · 3:53,416                                               |
| K1 5000 m (21.08)    | Tamara Csipes · Hungría · 22:19,816                                                      | Lani Belcher Reino Unido 22:26,572                                                                 | Maryna Pautaran · Bielorrusia · 22:37,294                                                        |
| K1 4 × 200 m (21.08) | Nicole Reinhardt · Conny Waßmuth · Tina Dietze · Carolin Leonhardt · Alemania · 2:49,541 | Natalia Lobova · Anastasiya Sergueyeva · Natalia Proskurina · Svetlana Kudinova · Rusia · 2:50,207 | Marta Walczykiewicz · Karolina Naja · Aneta Konieczna · Ewelina Wojnarowska · Polonia · 2:50,951 |
| C1 200 m (21.08)     | Laurence Vincent-Lapointe · Canadá · 48,876                                              | Mariya Kazakova · Rusia · 50,166                                                                   | Staniliya Stamenova Bulgaria 51,192                                                              |
| C2 500 m (20.08)     | Laurence Vincent-Lapointe · Mallorie Nicholson · Canadá · 2:01,028                       | Anastasiya Ganina · Natalia Marasanova · Rusia · 2:03,440                                          | Kincső Takács · Gyöngyvér Baravics · Hungría · 2:08,534                                          |

## Medallero
| Núm. | País            | Oro | Plata | Bronce | Total |
| ---- | --------------- | --- | ----- | ------ | ----- |
| 1    | Alemania        | 6   | 2     | 3      | 11    |
| 2    | Hungría         | 6   | 1     | 3      | 10    |
| 3    | Canadá          | 3   | 0     | 0      | 3     |
| 4    | Rusia           | 2   | 6     | 3      | 11    |
| 5    | Polonia         | 2   | 2     | 3      | 7     |
| 6    | Bielorrusia     | 1   | 3     | 4      | 8     |
| 7    | Azerbaiyán      | 1   | 3     | 0      | 4     |
| 8    | España          | 1   | 1     | 2      | 4     |
| 9    | Rumania         | 1   | 1     | 1      | 1     |
| 10   | Lituania        | 1   | 1     | 0      | 2     |
| 11   | Ucrania         | 1   | 0     | 3      | 4     |
| 12   | Austria         | 1   | 0     | 0      | 1     |
| 12   | Eslovaquia      | 1   | 0     | 0      | 1     |
| 12   | Francia         | 1   | 0     | 0      | 1     |
| 12   | Nueva Zelanda   | 1   | 0     | 0      | 1     |
| 16   | Reino Unido     | 0   | 3     | 0      | 3     |
| 17   | Suecia          | 0   | 2     | 0      | 2     |
| 18   | Australia       | 0   | 1     | 2      | 3     |
| 19   | Bulgaria        | 0   | 1     | 1      | 2     |
| 20   | Estados Unidos  | 0   | 1     | 0      | 1     |
| 20   | República Checa | 0   | 1     | 0      | 1     |
| 22   | Dinamarca       | 0   | 0     | 1      | 1     |
| 22   | Italia          | 0   | 0     | 1      | 1     |
| 22   | Noruega         | 0   | 0     | 1      | 1     |
| 22   | Uzbekistán      | 0   | 0     | 1      | 1     |
|      | TOTAL           | 29  | 29    | 29     | 87    |